# Edward Pococke

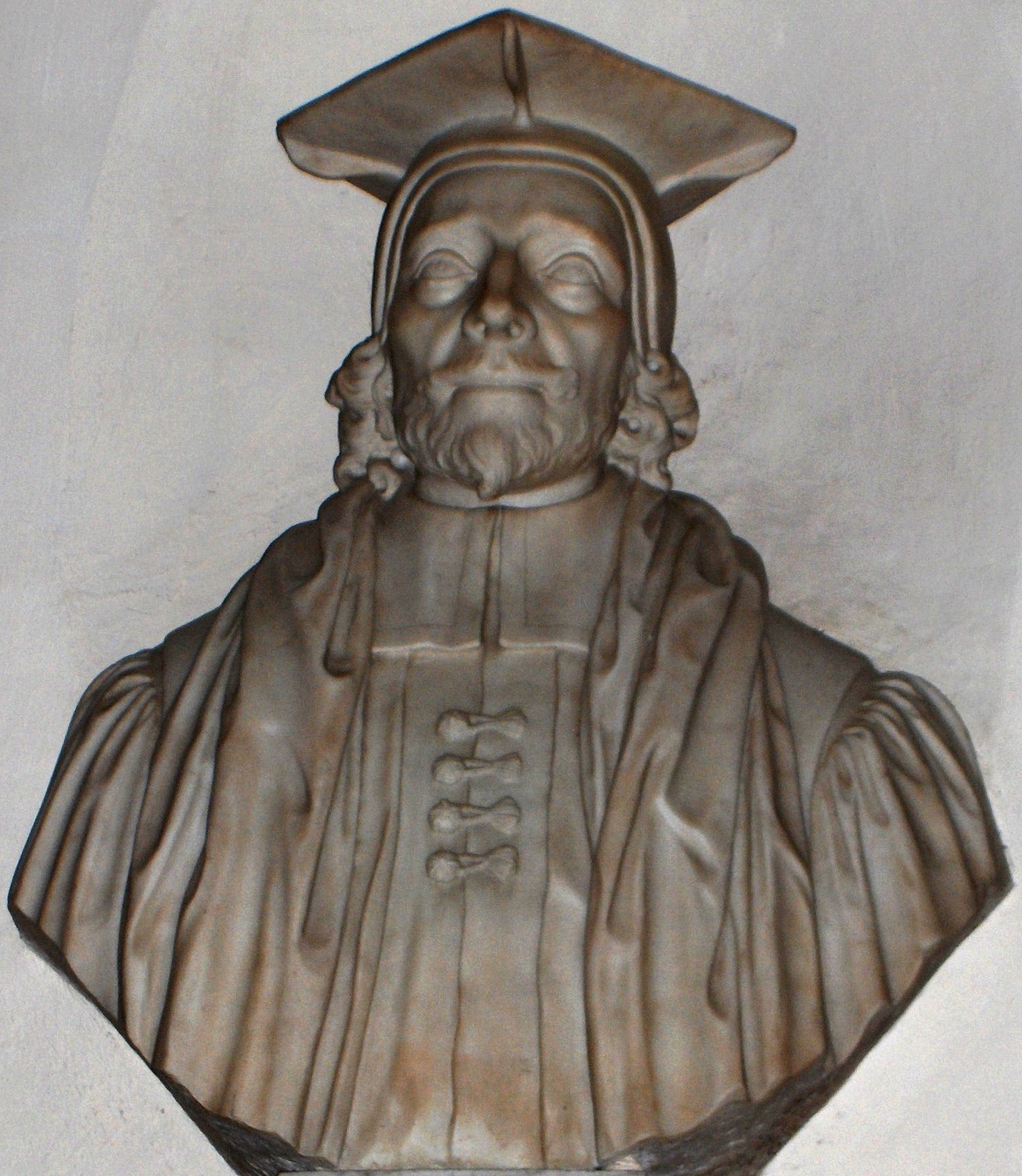
Edward Pococke.

Edward Pococke, o Edward Pocock, (Oxford, 8 de noviembre de 1604 – Oxford, 10 de septiembre de 1691) fue un orientalista británico.

## Biografía
Fue hijo de un pastor de Chieveley, Berkshire. Estudió en el Magdalen College, después, fue becario del Corpus Christi College (Oxford) en 1620. Empezó en 1622 un análisis sistemático de las lenguas orientales y publicó, en 1630, una edición de la versión siríaca del Nuevo Testamento.
Ordenado el 20 de diciembre de 1629, fue capellán de los comerciantes británicos de Alepo en Siria, donde perfeccionó sus conocimientos de lengua árabe.
En 1636, se convirtió en el primer profesor de árabe en Oxford. Luego viajó a Constantinopla, donde permaneció cuatro años. A su regreso, fue nombrado profesor de idioma hebreo en Oxford.
Sus dos hijos, Edward y Thomas, también fueron especialistas en lenguas orientales.

## Obras
- Specimen historiae arabum, 1648-1650
- Porta Mosis, 1655
- De veritate, 1660, traducción de la obra de Hugo Grocio
- Arabic history of Bar-Hebraeus (Greg. Abulfaragii historia compendiosa dynastiarum), 1663
- Lexicon heptaglotton, 1669

comentarios a
- Micah, 1677
- Malachi, 1677
- Hosea, 1685
- Joel, 1691